# Далеко по сусідству
«Далеко по сусідству» — французький художній фільм.

## Зміст
Томас розміняв шостий десяток. У нього за плечима довге життя, у результаті якого він має гарну родину й успішну посаду. Та герой дуже переживає, що попереду в нього фактично не залишилося майбутнього. Однак доля дає йому другий шанс змінити своє життя і виправити трагічні події минулого. Томас потрапляє у своє тіло, але багато років тому. Тепер, підліток із розумом досвідченого чоловіка, він має постаратися запобігти жахливим подіям того часу, від спогадів про які намагався закритися довгі роки. Він знову зустрічає першу шкільну любов, старих друзів, улюблену сестру і вірного пса. Зустрічає і батька, який ще не пішов з сім'ї. Можливо, увесь сенс дивної подорожі в тому і полягає, щоб запобігти трагедії?..